# Râul Obancea
Râul Obancea este un curs de apă, afluent al râului Valea lui Lambă. 